# بيل هندرسون (لاعب كرة قدم)
بيل هندرسون (بالإنجليزية: Bill Henderson)‏ (1 يناير 1878 في المملكة المتحدة - 1 يناير 1945) هو لاعب كرة قدم بريطاني (وحمل سابقاً جنسية المملكة المتحدة لبريطانيا العظمى وأيرلندا) في مركزي الدفاع والظهير. لعب مع نادي إيفرتون ونادي ريدنغ ونادي ساوثهامبتون ونادي غيلينغهام ونادي ليتون أورينت وBroxburn Athletic F.C. ‏.